# Edgar Corbridge
Edgar Corbridge (* 22. Mai 1901 in Longbridge, Lancashire,  England; † 1988 (wahrscheinlich) in Rhode Island, Massachusetts, USA) war ein britisch-amerikanischer Künstler, bekannt für seine Arbeiten als Maler und Illustrator.

## Leben
Edgar Corbridge wurde 1901 in Lancashire, England, geboren und wanderte im Jahr 1913 als Junge mit seinen Eltern in die Vereinigten Staaten aus. Er ließ sich in Fall River im Südosten von Massachusetts nieder, unweit von Providence in Rhode Island, wo er später lebte. Er absolvierte eine Lehre bei Armour Sign Shop in Fall River und gründete später mit Corbridge Display Service sein eigenes Unternehmen, das Schaufensterdekorationen für regionale Unternehmen anfertigte und oft eigene Kunstwerke integrierte.
Edgar Corbridge war Autodidakt. Er wurde durch die Beobachtung eines anderen Malers dazu inspiriert, ebenfalls Maler zu werden. Er arbeitete hauptsächlich mit Wasserfarben und erlangte Bekanntheit für die Einfachheit seiner Formen und die Subtilität seiner Farben. Seine Arbeiten werden dem Präzisionismus zugeordnet. Dieser Stil der amerikanischen Kunst entstand in den 1920er- und 1930er-Jahren. Er zeichnet sich durch klare Konturen sowie abstrakte, geometrische, industrielle oder architektonische Formen in einer statischen Komposition aus und wird häufig mit dem amerikanischen Realismus in Verbindung gebracht. Die Arbeiten von Corbridge wurden mit denen des führenden Präzisionisten Charles Sheeler (1883–1965) verglichen. Wie viele seiner Zeitgenossen verbrachte der Künstler die Sommermonate fern von seinem Zuhause in Providence, unter anderem ab den 1940er Jahren in der Künstlerkolonie Provincetown in Massachusetts. Er stellte seine Werke bei der Provincetown Art Association aus, darunter auch bei seiner letzten bekannten Ausstellung im Jahr 1964.

## Werk
Edgar Corbridge spezialisierte sich auf Aquarelle, Ölgemälde und Illustrationen, häufig mit Motiven aus der Landschaft, Architektur und Alltagsszenen. Sein Stil zeichnete sich durch eine klare Linienführung und realistische Wiedergabe aus. Seine Werke zeigen eine gute Beobachtungsgabe und wurden teils als Buchillustrationen verwendet. Edgar Corbridge ging in der Regel wie folgt vor: Er fertigte während seines Sommeraufenthalts Studien der Ansichten an, die er sah, und verwendete diese Skizzen im Winter zu Hause, um seine ausgearbeiteten Aquarelle zu schaffen.